# Kampfgeschwader

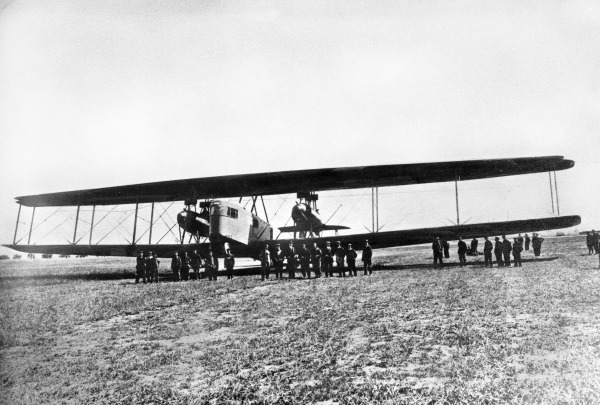
Bombardiere strategico Zeppelin-Staaken R.VI

La Kampfgeschwader (formalmente Kampfgeschwader der Obersten Heeresleitung, spesso abbreviato in Kagohl o KG) era uno stormo (geschwader) da bombardamento della componente aerea del Deutsches Heer, l'esercito dell'Impero tedesco, durante la prima guerra mondiale (1914-1918), direttamente controllate dalla Oberste Heeresleitung, autorità suprema di comando dell'esercito tedesco.
Ogni Kampfgeschwader aveva una propria base operativa e sei squadriglie di bombardieri, dette Kampfstaffeln (singolare Kampfstaffel, abbreviato in Kasta). Originariamente pensate per bombardamenti strategici, vengono inizialmente utilizzati come unità per bombardamento tattico visto che i primi aerei a disposizione non avevano abbastanza autonomia per raggiungere gli obiettivi strategici nemici.
Nel 1917 le Kampfgeschwaders furono riorganizzate in Bombengeschwader der Obersten Heersleitung (abbreviato in Bogohl o BG) ognuna formata da tre Bombenstaffeln (abbreviato in Bosta), ciascuna delle quali equipaggiata con sei bombardieri pesanti e diversi bombardieri leggeri aggiuntivi.